# Robert z Torigni
Robert de Torigni (ur. ok. 1106, zm. 23 lub 24 czerwca 1186) był normandzkim zakonnikiem i kronikarzem. Urodził się w Torigni-sur-Vire w środkowej Normandii; data narodzin jest niepewna. Wstąpił do klasztoru w Bec w roku 1128, a około 1149 został przeorem. W roku 1154 został opatem klasztoru św. Michała Archanioła na Mont Saint-Michel, gdzie przebywał aż do śmierci.
Ojciec Robert był zamiłowanym czytelnikiem i kolekcjonerem książek, tak religijnych, jak i świeckich. Jako opat znanego i poważanego klasztoru, miał znacznie bliższy kontakt ze światem zewnętrznym niż współautorzy Gesta Normannorum Ducum, Orderic Vitalis czy Wilhelm z Jumieges. Pracę nad Dziejami rozpoczął w roku 1139 i było to jego pierwsze istotne dzieło. Uzupełnił i opatrzył aneksem Kronikę Sigeberta de Gembloux obejmującą okres od roku 385 do 1100; Gesta są kontynuacją pracy Sigeberta, opowiadając o okresie lat 1100–1186. 
Według Johna Bale'ego Robert był zapewne autorem dwóch anonimowych legend arturiańskich: Gawain, siostrzeniec króla Artura i Historia Meriadoci